# Somatochlora sahlbergi
Somatochlora sahlbergi – gatunek ważki z rodziny szklarkowatych (Corduliidae). Występuje na terenie Ameryki Północnej, Europy i Azji Północnej (oprócz Chin).